# Joaquín José de Muro y Vidaurreta
Joaquín José de Muro y Vidaurreta (Logronyo, 27 d'octubre de 1797 – Madrid, 1859) va ser un polític espanyol, marquès de Someruelos i ministre durant la minoria d'Isabel II d'Espanya.
Membre del Partit Moderat, va ser diputat per Logronyo i Soria en diverses legislatures entre 1834 i 1844 i president del congrés entre 22 de setembre de 1837 i 1 de gener de 1838 senador per Logronyo en 1837 (encara que no va ser admès per no tenir l'edat reglamentària), en 1840 i vitalici en 1845;
ministre de Governació entre el 16 de desembre de 1837 i el 6 de setembre de 1838 en el gabinet de Narciso Heredia y Begines de los Ríos i dues vegades alcalde de Madrid en 1844 i 1847. També fou director de la Real Sociedad Económica Matritense de Amigos del País.